# Мішелл Боурі
Мішелл Боурі (англ. Michelle Bowrey; нар. 12 липня 1970) — колишня австралійська тенісистка.
Найвищу одиночну позицію світового рейтингу — 233 місце досягла 30 січня 1989, парну — 159 місце — 16 квітня 1990 року.

## Фінали ITF

### Одиночний розряд (0–3)
| турніри $25,000 |
| турніри $10,000 |

| Результат | Ранг | Дата              | Турнір                   | Покриття | Суперниця         | Рахунок       |
| --------- | ---- | ----------------- | ------------------------ | -------- | ----------------- | ------------- |
| Поразка   | 1.   | 13 квітня 1986    | Аделаїда, Австралія      | Трава    | Мішелл Парун      | 3–6, 7–6, 2–6 |
| Поразка   | 2.   | 31 жовтня 1986    | Сідней, Австралія        | Тверде   | Ніколь Брадтке    | 3–6, 3–6      |
| Поразка   | 3.   | 28 листопада 1988 | Саутерн-Кросс, Австралія | Тверде   | Рейчел Макквіллан | 6–7, 6–7      |

### Парний розряд (1–2)
| Результат | Ранг | Дата              | Турнір                       | Покриття | Партнерка    | Суперниці                      | Рахунок  |
| --------- | ---- | ----------------- | ---------------------------- | -------- | ------------ | ------------------------------ | -------- |
| Поразка   | 1.   | 22 червня 1987    | Франкавілла-аль-Маре, Італія | Ґрунт    | Крістін Кунс | Кейт Макдоналд Мартіна Павлік  | 4–6, 3–6 |
| Перемога  | 2.   | 29 червня 1987    | Бриндізі, Італія             | Ґрунт    | Крістін Кунс | Роса Б'єльса Елена Герра       | 6–3, 7–6 |
| Поразка   | 3.   | 21 листопада 1988 | Голд-Кост                    | Тверде   | Клер Томпсон | Джо-Анн Фолл Рейчел Макквіллан | 2–6, 4–6 |